# Szénássy Sándor
Szénássy Sándor (Ákos, 1828. április 24. – Pest, 1872. november 29.) tanár, klasszika-filológus, a Magyar Tudományos Akadémia levelező tagja (1871).

## Élete
Ákoson, az ősrégi Kabós székely nemzetségből született. Tanulmányait Debrecenben és fél évig a pesti egyetemen végezte, de a szabadságharc miatt megszakította. A szabadságharcban honvédtüzérként vett részt és a rá következő zaklatások arra bírták, hogy nevelői állást vállaljon és önképzés útján egészítse ki ismereteit. Több évi nevelősködés után, 1857–1859 folyamán a pesti egyetemen filológiai tudományokat hallgatott. 1859-ben meghívták Eperjesre helyettes tanárnak, fél évvel később rendes tanár lett az ottani evangélikus kollégiumban. 1860-ban a pesti evangélikus gimnáziumhoz került, melynek igazgatói székében érte a halál.
A tanügy terén mint az egyetemes és a bánya-egyházkerületi tanárvizsgáló bizottság tagja is nagy tevékenységet fejtett ki. A tanügyi kormányzat és a budapesti egyetem megbízásából 1872-ben tanulmányútra ment Németországba, ahol a gimnáziumok szervezetét vizsgálta és a latin nyelvészetre vonatkozó tanulmányait egészítette ki. Az MTA 1871. május 17-én választotta levelező tagjának.
Cikkei jelentek meg a pesti evangélikus főgimnázium Értesítőjében (1861. A magyar igeidők összehasonlítva a görög időkkel, 1866. Latin nyelvtani tanulmányok, 1883. Magyar ideidők), a Budapesti Tanár-egylet közlönyében (1867), az Országos Tanáregylet Közlönyében (III. 1869-70), a Philologiai Közlönyben, a Nyelvtudományi Közleményekben (VII. VIII) és a Protestáns Egyházi és Iskolai Lapban.

## Munkái
- Latin nyelvtan. Két rész. Pest, 1863-64. (2. átdolg. kiadás. Uo. 1871-72. I. rész 3. k. átdolg. Elischer József. Bpest, 1874., 4. k. 1880., Elischertől. Ugyanott. II. 3. jav. k. 1885., 5. 1887., 6. k. 1896).
- Latin gyakorlókönyv gymnasiumok számára. Pest, 1863., 1866. két rész.
- Titi Livi Ab urbe condita. Liber I., II. Magyarázta. Két rész. Pest, 1867. 1870.
- P. Virgilius Maro Aeneisének első és második könyve. Gymnasiumok számára magyarázta. Uo. 1869.
- Latin olvasókönyv. Uo. 1871. (2. kiadás, 3. jav. és bőv. k. Elischertől. Bpest, 1875., 4. jav. és bőv. k. 1878., 5. jav. k. 1882. Uo.).
- A latin nyelv és dialektusai. Pest, 1872. (Székfoglaló. Az MTA által 1873-ban Sámuel-díjjal kitüntetve. Értekezések a nyelv- és széptudományok köréből II. 10.).